# Premier ministre du Pakistan
Le Premier ministre du Pakistan (en ourdou : وزیر اعظم, wazir-e-azam signifiant « grand vizir ») est le chef de gouvernement du Pakistan. Son rôle et ses pouvoirs sont définis par la Constitution de 1973. Son rôle est prépondérant dans la politique du pays en tant que principal détenteur du pouvoir exécutif, dirigeant le gouvernement, déterminant et menant la politique de la nation. Il est responsable devant la seule Assemblée nationale, par laquelle il est élu et peut être démis par elle. Il n'est donc pas responsable devant le président de la République, chef de l’État qui détient des pouvoirs et un rôle surtout honorifiques. 
Toutefois, sous l'influence des régimes militaires, le Premier ministre a souvent disposé de pouvoirs bien plus réduits sous l'effet de réformes constitutionnelles. Cela a notamment été le cas sous la Constitution de 1962, puis officiellement entre 1985 et 1997 et entre 2003 et 2010 sous la Constitution de 1973. Durant ces périodes, le régime politique était fortement présidentiel et le Premier ministre était nommé discrétionnairement par le chef de l’État. 
L'actuel titulaire de la fonction est Shehbaz Sharif, depuis le 4 mars 2024.

## Rôle et pouvoirs

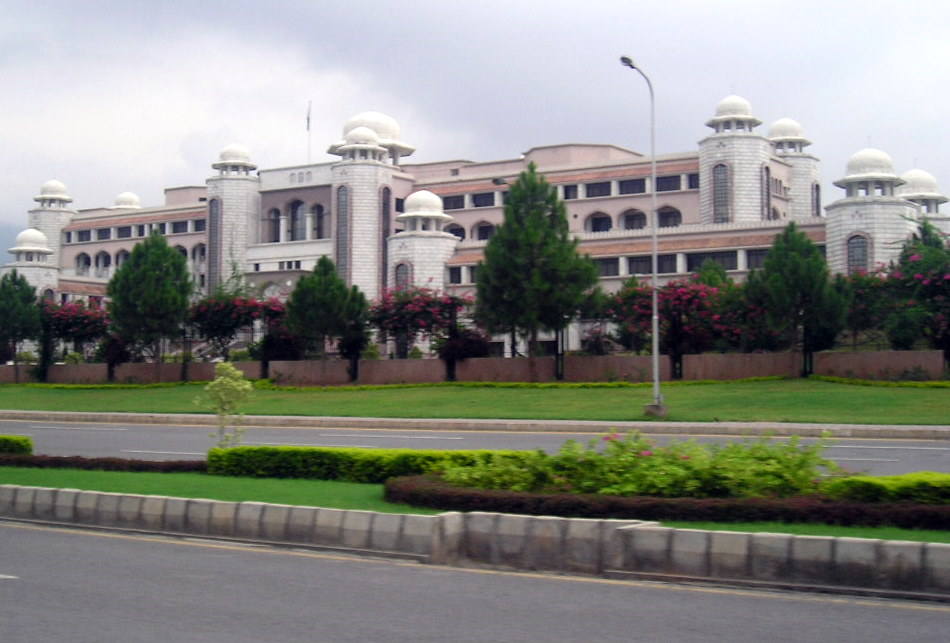
Résidence officielle du Premier ministre.

Alors que le président de la république islamique du Pakistan est, selon la Constitution de 1973, le chef de l’État et le représentant de l'unité de la nation, le Premier ministre est le chef du gouvernement : il est désigné par la norme suprême comme le « chef de l’exécutif de la fédération ». Alors que les pouvoirs du président de la République sont avant tout symboliques et honorifiques, le Premier ministre dispose de larges pouvoirs. Il mène la politique de la nation et dirige la fédération.
Les pouvoirs du Premier ministre sont surtout définit le chapitre III (« Le gouvernement fédéral ») de la partie 3 (« La fédération pakistanaise »), aux articles 90 à 100. Le Premier ministre est avant tout le chef du gouvernement pakistanais : il dirige le « cabinet fédéral » et nomme ses membres. Il préside les plus stratégiques commissions et comités déterminant la politique de la nation. 
L'article 91 fixe l'élection du Premier ministre par l'Assemblée nationale. Le scrutin se fait sans débat et plusieurs candidats peuvent se présenter. L'élu est ensuite formellement nommé par le président. Pour être élu, il faut avant tout avoir été élu député, et donc répondre aux critères d’éligibilité de cette fonction : avoir 25 ans, être Pakistanais, être honnête, intègre ainsi que connaitre respecter les principes islamiques. De plus, le Premier ministre plus particulièrement doit être musulman selon l’article 91.
L'article 95 prévoit que le Premier ministre est responsable devant l'Assemblée nationale, c'est-à-dire que cette dernière peut voter une motion de censure à son encontre. Elle doit être initiée par au moins 20 % des députés puis approuvée par une majorité absolue des membres de l'Assemblée.

## Histoire politique

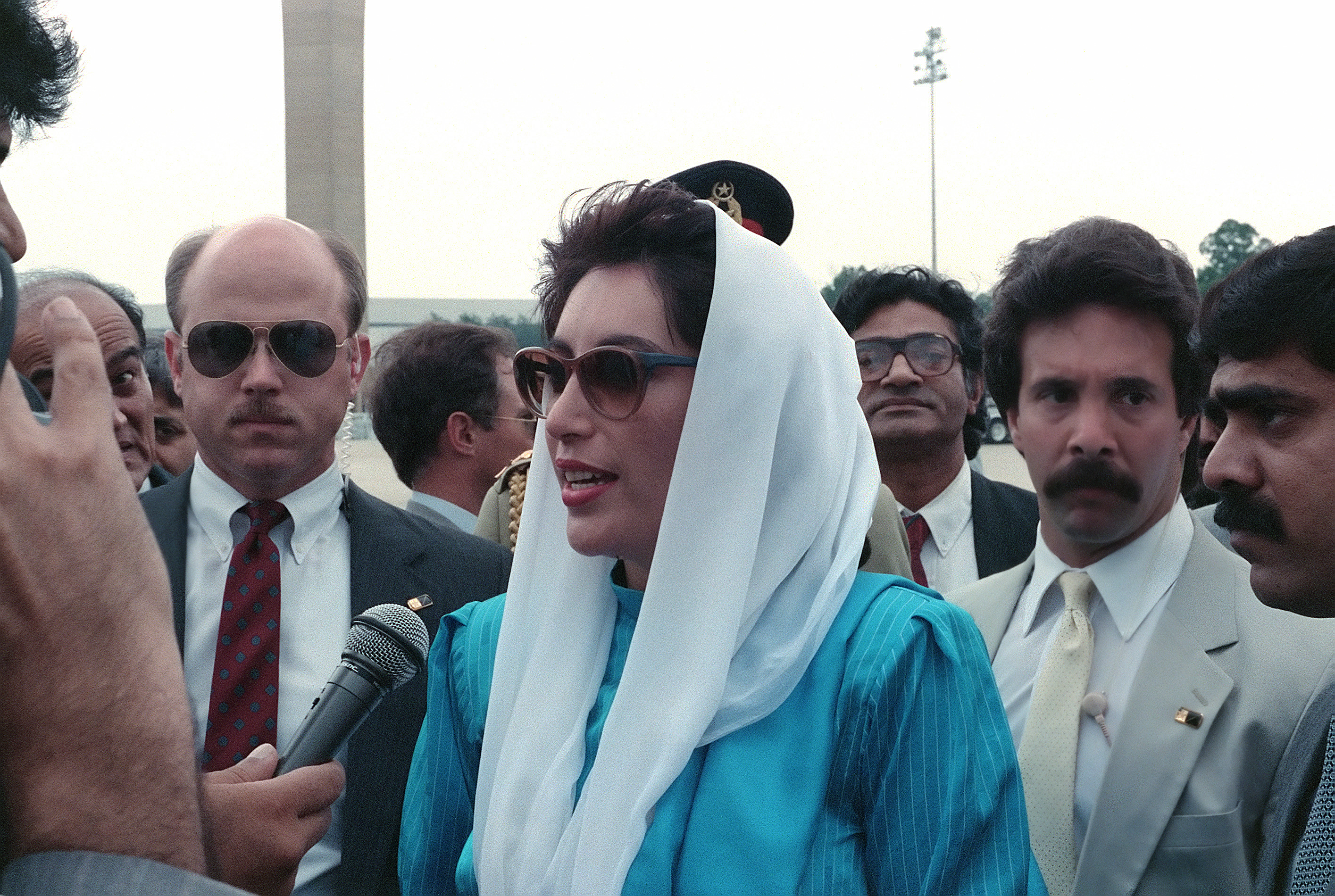
Benazir Bhutto en 1988.

La fonction du Premier ministre existe depuis la création du Pakistan le 15 août 1947 et le poste est occupé par Liaquat Ali Khan, à l'époque du Dominion. Le chef du gouvernement était sous ce régime accompagné d'un gouverneur général alors que le chef de l’État demeurait le souverain du Royaume-Uni. La première Constitution, en 1962, prévoit un régime très présidentiel dans lequel le rôle du Premier ministre est mineur. À l'inverse, la Constitution de 1973 mise en place sous l'impulsion de Zulfikar Ali Bhutto prévoit un régime parlementaire avec un rôle présidentiel réduit à des titres honorifiques et des pouvoirs symboliques, alors que le chef du gouvernement se voit attribuer la conduite de la politique de la nation.
Bien que la Constitution de 1973 soit toujours d'actualité, elle a été plusieurs fois modifiée en profondeur afin d'accorder au président des pouvoirs supplémentaires, comme celui de démettre le Premier ministre et de dissoudre l'Assemblée nationale et les assemblées provinciales. Des réformes en ce sens ont été adoptées après des coups d’État, sous des régimes militaires. C'est le cas par un amendement à la Constitution en 1985 annulé par un nouveau en 1997, et de nouveau en 2001, annulé en 2010. Durant ces deux périodes, le régime politique était fortement présidentiel et a retrouvé sa forme parlementaire originaire depuis 2010,.
Le 2 décembre 1988, Benazir Bhutto devient la première femme et la plus jeune personnalité à occuper les fonctions de Premier ministre dans le pays. Elle est, de surcroît, la première femme du monde contemporain élue démocratiquement à la tête d'un pays musulman.

## Liste des Premiers ministres
| #                                                   | Nom (naissance - mort)                | Portrait | Début des fonctions | Fin des fonctions | Parti                                        |
| --------------------------------------------------- | ------------------------------------- | -------- | ------------------- | ----------------- | -------------------------------------------- |
| 1                                                   | Liaquat Ali Khan (1895–1951)          |          | 15 août 1947        | 16 octobre 1951   | Ligue musulmane                              |
| 2                                                   | Khawaja Nazimuddin (1894–1964)        |          | 17 octobre 1951     | 17 avril 1953     | Ligue musulmane                              |
| 3                                                   | Muhammad Ali Bogra (1909–1963)        |          | 17 avril 1953       | 12 août 1955      | Ligue musulmane                              |
| 4                                                   | Muhammad Ali (1905–1982)              |          | 12 août 1955        | 12 septembre 1956 | Ligue musulmane                              |
| 5                                                   | Huseyn Shaheed Suhrawardy (1892–1963) |          | 12 septembre 1956   | 17 octobre 1957   | Ligue Awami                                  |
| 6                                                   | Ibrahim Ismail Chundrigar (1897–1960) |          | 17 octobre 1957     | 16 décembre 1957  | Ligue musulmane                              |
| 7                                                   | Feroz Khan Noon (1893–1970)           |          | 16 décembre 1957    | 7 octobre 1958    | Parti républicain                            |
| Poste supprimé (7 octobre 1958 - 7 décembre 1971)   |                                       |          |                     |                   |                                              |
| 8                                                   | Nurul Amin (1893–1974)                |          | 7 décembre 1971     | 20 décembre 1971  | Ligue musulmane du Pakistan                  |
| Poste supprimé (20 décembre 1971 - 14 août 1973)    |                                       |          |                     |                   |                                              |
| 9                                                   | Zulfikar Ali Bhutto (1928–1979)       |          | 14 août 1973        | 5 juillet 1977    | Parti du peuple pakistanais                  |
| Poste supprimé (5 juillet 1977 - 24 mars 1985)      |                                       |          |                     |                   |                                              |
| 10                                                  | Muhammad Khan Junejo (1932–1993)      |          | 24 mars 1985        | 29 mai 1988       | Indépendant puis Ligue musulmane du Pakistan |
| Poste supprimé (29 mai 1988 - 2 décembre 1988)      |                                       |          |                     |                   |                                              |
| 11                                                  | Benazir Bhutto (1953–2007)            |          | 2 décembre 1988     | 6 août 1990       | Parti du peuple pakistanais                  |
| 12                                                  | Ghulam Mustafa Jatoi (1931–2009)      |          | 6 août 1990         | 6 novembre 1990   | Parti national du peuple                     |
| 13                                                  | Nawaz Sharif (né en 1949)             |          | 6 novembre 1990     | 18 juillet 1993   | Ligue musulmane du Pakistan (N)              |
| 14                                                  | Balakh Sher Mazari (1928-2022)        |          | 18 avril 1993       | 26 mai 1993       | Parti du peuple pakistanais                  |
| 15                                                  | Moeenuddin Ahmad Qureshi (1930–2016)  |          | 18 juillet 1993     | 19 octobre 1993   | Indépendant                                  |
| 16                                                  | Benazir Bhutto (1953–2007)            |          | 19 octobre 1993     | 5 novembre 1996   | Parti du peuple pakistanais                  |
| 17                                                  | Miraj Khalid (1916–2003)              |          | 5 novembre 1996     | 17 février 1997   | Parti du peuple pakistanais                  |
| 18                                                  | Nawaz Sharif (né en 1949)             |          | 17 février 1997     | 12 octobre 1999   | Ligue musulmane du Pakistan (N)              |
| Poste supprimé (12 octobre 1999 - 23 novembre 2002) |                                       |          |                     |                   |                                              |
| 19                                                  | Zafarullah Khan Jamali (1944-2020)    |          | 23 novembre 2002    | 26 juin 2004      | Ligue musulmane du Pakistan (Q)              |
| 20                                                  | Shujaat Hussain (né en 1940)          |          | 30 juin 2004        | 26 août 2004      | Ligue musulmane du Pakistan (Q)              |
| 21                                                  | Shaukat Aziz (né en 1949)             |          | 28 août 2004        | 15 novembre 2007  | Ligue musulmane du Pakistan (Q)              |
| 22                                                  | Muhammad Mian Soomro (né en 1950)     |          | 16 novembre 2007    | 25 mars 2008      | Ligue musulmane du Pakistan (Q)              |
| 23                                                  | Youssouf Raza Gilani (né en 1952)     |          | 25 mars 2008        | 19 juin 2012      | Parti du peuple pakistanais                  |
| 24                                                  | Raja Pervez Ashraf (né en 1950)       |          | 22 juin 2012        | 24 mars 2013      | Parti du peuple pakistanais                  |
| 25                                                  | Mir Hazar Khan Khoso (1929-2021)      |          | 25 mars 2013        | 5 juin 2013       | Indépendant                                  |
| 26                                                  | Nawaz Sharif (né en 1949)             |          | 5 juin 2013         | 28 juillet 2017   | Ligue musulmane du Pakistan (N)              |
| 27                                                  | Shahid Khaqan Abbasi (né en 1958)     |          | 1er août 2017       | 31 mai 2018       | Ligue musulmane du Pakistan (N)              |
| 28                                                  | Nasir-ul-Mulk (né en 1950)            |          | 1er juin 2018       | 18 août 2018      | Indépendant                                  |
| 29                                                  | Imran Khan (né en 1952)               |          | 18 août 2018        | 10 avril 2022     | Mouvement du Pakistan pour la justice        |
| 30                                                  | Shehbaz Sharif (né en 1951)           |          | 11 avril 2022       | 14 août 2023      | Ligue musulmane du Pakistan (N)              |
| 31                                                  | Anwar ul-Haq Kakar (né en 1971)       |          | 14 août 2023        | 4 mars 2024       | Indépendant                                  |
| (30)                                                | Shehbaz Sharif (né en 1951)           |          | 4 mars 2024         | en cours          | Ligue musulmane du Pakistan (N)              |